# 巾部
巾部（きんぶ）は、漢字を部首により分類したグループの一つ。
康熙字典214部首では50番目に置かれる（3画の21番目）。

## 概要

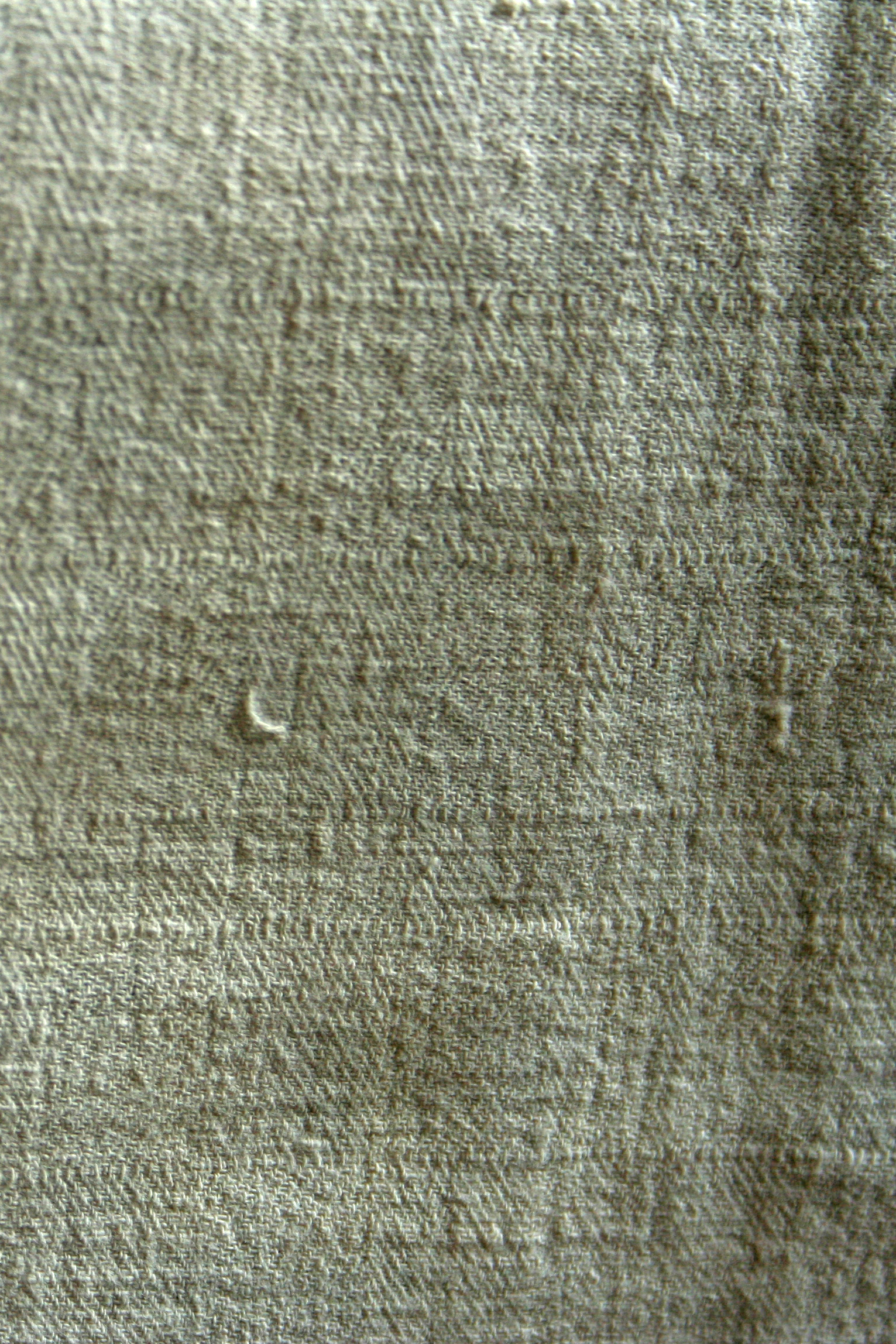

「巾」の字は布きれの意味であり、布きれに糸をつけて身に帯びる形に象る。なお、日本では「巾」の字は本来の用法の他、「幅」や「冪」の略字にも用いられる。
偏旁の意符としては織物の種類や形状などに関することを示す。
巾部は上記のような意符を構成要素とする漢字および「巾」を筆画に持つ漢字を分類している。

## 部首の通称
- 日本：はば・はばへん（「幅」の略字に使ったことから）・きんへん（きんべん）
- 中国：巾字旁・巾字底
- 韓国：수건건부（sugeon geon bu、手拭いの巾部）
- 英米：Radical turban

## 部首字
巾
- 中古音
  - 広韻 - 居銀切、真韻
  - 詩韻 - 真韻、平声
  - 三十六字母 - 見母
- 中国語
  - 普通話 - ピンイン：jīn 注音：ㄐㄧㄣ ウェード式：chin 1
  - 広東語 - Jyutping:gan1 イェール式:gan1
- 日本語 - 音：キン（漢音） 訓：きれ（※訓読みの「はば」は幅の略字による国訓）
- 朝鮮語 - 音：건(geon) 訓：헝겊（heonggeop、布きれ）・수건（sugeon、手ぬぐい）

甲骨文
金文
大篆
小篆

## 例字
- 巾
- 巿・帀・币
- 市・布・帅・㠲・㠳・𢁒・𢁓
- 帆・师
- 希
- 帝・帥
- 師・席・帰（歸→止部14）
- 帳・帶（帯）・常
- 幅・帽
- 幌
- 幕
- 幣
- 幫
- 幰
- 幱・㡧・㡨
- 㡩
- 㡪・𢆅・𢆇